# 中国制冷学会
中国制冷学会是中华人民共和国制冷科技工作者组成的群众性学术团体，是中国科学技术协会主管的社会团体，1977年4月成立。